# Team Vorarlberg/2006
Deze pagina geeft een overzicht van de wielerploeg Team Vorarlberg in 2006.
| Naam                   | Geboortedatum | Nationaliteit    | Ploeg 2005                         |
| ---------------------- | ------------- | ---------------- | ---------------------------------- |
| Vasileios Anastopoulos | 20-12-1975    | Griekenland      |                                    |
| Tyson Apostol          | 17-06-1979    | Verenigde Staten |                                    |
| Josef Benetseder       | 10-02-1983    | Oostenrijk       | neoprof                            |
| Stefan Denifl          | 20-09-1987    | Oostenrijk       | neoprof                            |
| Christoph Girschweiler | 21-01-1981    | Zwitserland      | Saeco - Romer's - Wetzikon         |
| Gerrit Glomser         | 01-04-1975    | Oostenrijk       | Lampre - Caffita                   |
| Gregor Gut             | 27-06-1978    | Zwitserland      |                                    |
| Pascal Hungerbühler    | 22-02-1977    | Zwitserland      |                                    |
| Christian Lener        | 20-08-1985    | Oostenrijk       | Apo Sport Linz                     |
| Philipp Ludescher      | 03-01-1987    | Oostenrijk       | neoprof                            |
| Fraser Mac Master      | 14-11-1978    | Nieuw-Zeeland    |                                    |
| Andreas Matzbacher     | 07-01-1982    | Oostenrijk       | Lampre - Caffita                   |
| Harald Morscher        | 22-06-1972    | Oostenrijk       |                                    |
| Jan Pokrandt           | 27-09-1980    | Duitsland        | RSH (Radshop Haueisen - Thüringen) |
| Werner Riebenbauer     | 07-07-1974    | Oostenrijk       | Apo Sport Linz                     |
| Patrick Riedesser      | 11-12-1975    | Oostenrijk       | Apo Sport Linz                     |
| Sven Teutenberg        | 18-08-1972    | Duitsland        | onbekend                           |

## Teams

### Ronde van Oostenrijk
3 juli–9 juli
- 151.  Josef Benetseder
- 152.  Gerrit Glomser
- 153.  Pascal Hungerbühler
- 154.  Fraser Mac Master
- 155.  Andreas Matzbacher
- 156.  Harald Morscher
- 157.  Werner Riebenbauer
- 158.  Patrick Riedesser

1999 · 2000 · 2001 · 2002 · 2003 · 2004 · 2005 · 2006 · 2007 · 2008 · 2009 · 2010 · 2011